# Reaumuria atreki
Reaumuria atreki är en tamariskväxtart som beskrevs av V.P. Bochantsev och T.I. Tsukervanik. Reaumuria atreki ingår i släktet Reaumuria och familjen tamariskväxter. Inga underarter finns listade.